# Ejido Independencia Nacional
Ejido Independencia Nacional är en ort i Mexiko.   Den ligger i kommunen Tantoyuca och delstaten Veracruz, i den sydöstra delen av landet, 220 km norr om huvudstaden Mexico City. Ejido Independencia Nacional ligger 80 meter över havet och antalet invånare är 200.
Terrängen runt Ejido Independencia Nacional är huvudsakligen platt, men österut är den kuperad. Runt Ejido Independencia Nacional är det ganska tätbefolkat, med 72 invånare per kvadratkilometer. Närmaste större samhälle är Tantoyuca, 10,5 km nordost om Ejido Independencia Nacional. Trakten runt Ejido Independencia Nacional består till största delen av jordbruksmark.